# 小行星34004
小行星34004（34004 Gregorini）是一颗绕太阳运转的小行星，为主小行星带小行星。该小行星于2000年7月发现。

## 轨道参数
小行星34004的轨道半长轴为365 908 211 km（2.4459105 UA），离心率为0.226。